# فنسنت بوارير
فنسنت بوارير (مواليد 17 أكتوبر 1993) هو لاعب كرة سلة فرنسي يلعب في مركز لاعب وسط أو لاعب هجوم قوي الجسم في نادي ريال مدريد.

## روابط خارجية
- فنسنت بوارير على موقع الاتحاد الدولي لكرة السلة (الإنجليزية)
- فنسنت بوارير على موقع إن بي أي (الإنجليزية)
- فنسنت بوارير على موقع سبورتس رفرنس (الإنجليزية)
- فنسنت بوارير على موقع الدوري الإسباني لكرة السلة (الإسبانية)
- فنسنت بوارير على موقع كرة السلة الأوروبية.كوم (الإنجليزية)
- فنسنت بوارير على موقع إي إس بي إن.كوم (الإنجليزية)
- فنسنت بوارير على موقع ريلجم (الإنجليزية)
- فنسنت بوارير على موقع بروبوليرز (الإنجليزية)
- فنسنت بوارير على موقع سبورتس رفرنس (الإنجليزية)
- فنسنت بوارير على موقع سبورتس رفرنس (الإنجليزية)